# Galba truncatula
Galba (Galba) truncatula es una especie de caracol de agua dulce que respira aire, de la familia Lymnaeidae, también conocidos como caracoles de estanque. Anteriormente, esta especie era conocida como Lymnaea truncatula.
Galba truncatula es el principal vector epidemiológico implicado en la transmisión de la enfermedad parasitaria fascioliasis a los seres humanos. Además, es vector de Angiostrongylus cantonensis, una especie de parásito nematodo que causa angiostrongiliasis.

## Distribución
Galba truncatula es originaria de Europa, pero ha sido introducida en otras partes del mundo. Actualmente, esta especie se distribuye por todos los países europeos, incluidas la mayoría de las islas del Mediterráneo, como Córcega, Malta, las Azores, Madeira, las Islas Feroe, las islas Baleares y Canarias. La mayoría de los informes se basan en la determinación morfológica del caracol. Las evidencias moleculares sobre la presencia de Galba truncatula en áreas no europeas son limitadas. Galba truncatula también se ha encontrado en América del Norte y América del Sur, varias partes de África y Asia.
En Sudamérica, ya se ha verificado la presencia de Galba truncatula en Bolivia, Perú, Argentina, Chile, Venezuela, Brasil, Colombia y Ecuador. Del mismo modo, ha sido registrada en Argelia, Túnez, Egipto, Sudáfrica, Etiopía, Kenia y Tanzania.
En Asia, el caracol se encuentra en Rusia, Irán, Pakistán e India.

## Descripción

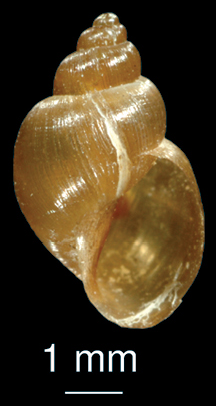
Vista de apertura de una concha de Galba truncatula.

La altura de la concha es de 5 a 10 mm y el ancho de la carcasa es de 2,5 a 6 milímetros.
La longitud máxima de la concha es de 12 milímetros. Las vueltas de la concha (verticilos) están escalonados y la columna central (columela) está plegada.
Los tentáculos son anchos y con una base ancha. Los ojos son pequeños. El techo del manto muestra manchas blanquecinas no pigmentadas más grandes que dan una apariencia pálida al caparazón de los especímenes vivos por transparencia.
Los primeros dientes bilaterales son tricúspide en rádula (“lengua” con dientes quitinosos que poseen los moluscos). La relación entre el prepucio y la longitud de la vaina del pene es de 2,50 a 5,90 mm (media 3,44 mm).
Existen otras dos especies que tienen una morfología similar: Galba neotropica y Galba schirazensis. Aunque varias características fenotípicas pueden ser útiles a priori para una clasificación preliminar de un espécimen, solo se puede obtener una clasificación definitiva de un espécimen mediante el análisis genético con la secuenciación de al menos uno de los marcadores moleculares utilizados: ITS-2, ITS-1, 16S y cox1.  Además, ya se han descrito en el campo poblaciones mixtas de Galba truncatula y Galba schirazensis.

## Ecología

### Hábitat
Galba truncatula puede ocupar hábitats de en aguas poco profundas bien aireadas, en pantanos, estanques, lagos, arroyos, ríos, zanjas de agua dulce tanto temporales como permanentes. En el caso de cuerpos de agua más grandes, el caracol se encuentra principalmente en el borde entre el agua y la tierra, a veces fuera de la capa de agua sobre el lodo. Puede ser muy abundante, con altas densidades de población y una presencia habitual en cercanía de poblaciones humanas.
Galba truncatula es un organismo anfibio y puede sobrevivir largos períodos secos. Esto se debe a su alta capacidad para estivar durante condiciones de sequía. Se sabe que Galba truncatula puede sobrevivir de 6 semanas a 4,5 meses de períodos secos en estado estivado en lodo. En los cultivos de laboratorio, Kendall (1949) observó una supervivencia superior a 1 año en placas de Petri sin agua.
La especie requiere un pH alcalino (rango de pH de 7,0 a 9,6) y un contenido de calcio superior a 0,3 mekv/l.
Galba truncatula puede vivir a gran altura como en el Altiplano Norte de Bolivia (área ubicada entre los 3800 y 4100 m de altitud).
En Francia, las poblaciones de Galba truncatula están disminuyendo porque su hábitat está amenazado por las prácticas agrícolas modernas. 

### Hábitos alimentarios
Galba truncatula se alimenta de algas y partes frescas o descompuestas de las plantas.

### Ciclo vital
En Europa suele tener 2 generaciones al año y los caracoles pueden vivir hasta 2 años.  Durante años muy húmedos, la especie puede producir ocasionalmente 3 generaciones por año.
Los huevos se disponen en forma de racimo.  Por lo general, hay de 2 a 15 huevos en racimo.

### Parásitos
Galba truncatula es un huésped intermedio para estos trematodos y nematodos conocidos:
- Fasciola hepática[5]
- Angiostrongylus cantonensis [4]
- Fasciola gigante[18]
- Fascioloides magna[19]
- Haplometra cylindracea[20]
- Plagiorchis spp.[21]
- Opisthioglyphe spp.[21]
- Calicophoron daubneyi [22]
- Muellerius capillaris[23]

La capacidad de transmisión de la fascioliasis a humanos y animales es alta.